# Circonscription d'Addis Alem
La circonscription d'Addis Alem est une des 177 circonscriptions législatives de l'État fédéré Oromia, elle se situe dans la Zone Ouest Shoa. Son représentant actuel est Lema Tilahun Wondimu.